# Giáo hoàng đối lập Constantinô II
Constantine II (mất ngày 6 tháng 8 năm 768?) là một ngụy giáo hoàng trong khoảng thời gian năm 767 và 768. Ông là anh em của công tước Toto Nepi. Vào ngày cuối cùng trong đời của giáo hoàng Phaolô I, ông được công tước Toto Nepi và một nhóm người Tuscan đặt làm người kế vị ngai tòa Phêrô vào ngày 28 tháng 6 (tháng 7) trong khi vẫn là một người ngoại đạo. Vào mùa xuân năm 768 ông đã bị lật đổ và bị giết bởi người Lombards khi là tù nhân trong tu viện ở San Saba trước khi bị kết án và trục xuất khỏi Giáo hội trong Công đồng Latêranô 769.
Sau cái chết của Phaolô I, nhiều phe phái khác nhau dự định sẽ đảm bảo việc bổ nhiệm các ứng cử viên của họ làm giáo hoàng. Constantine, mặc dù là một giáo dân, được hỗ trợ bởi một nhóm quý tộc Tuscan, do anh trai của ông lãnh đạo. Họ tiến hành cuộc bầu cử của ông bằng vũ lực. Mùa xuân tiếp theo, chính quyền địa phương, với sự hỗ trợ của Bologna, đã thành công trong việc hạ bệ ông. Người Lombards sau đó đã cố gắng tiến cử người của riêng họ, một linh mục tên Philip. Đến lượt ông này bị lật đổ cùng ngày bởi chính quyền địa phương, người sau đó đã bầu lên Stêphanô III. Sau đó Constantine bị giam giữ chặt chẽ trong một tu viện.